# Świadkowie Jehowy w Nigrze
Świadkowie Jehowy w Nigrze – społeczność wyznaniowa w Nigrze, należąca do ogólnoświatowej wspólnoty Świadków Jehowy, licząca w 2023 roku 373 głosicieli, należących do 9 zborów. Na dorocznej uroczystości Wieczerzy Pańskiej w 2023 roku zgromadziło się 881 osób. Działalność miejscowych głosicieli koordynuje Biuro Oddziału w Abomey-Calavi w Beninie.

## Historia
Początek działalności tego wyznania w Nigrze datuje się na rok 1965, wtedy działalność kaznodziejską rozpoczęło dwóch przyjezdnych głosicieli. W 1966 roku, 8 współwyznawców z Nigerii przeniosło się do Nigru i rozpoczęło stałą działalność religijną. W okresie późniejszym byli oni wspierani także przez Świadków Jehowy z sąsiednich krajów, którzy utrzymywali kontakty handlowe z Nigrem. W 1967 roku zanotowano liczbę 22 głosicieli. W sierpniu 1968 roku trzech pionierów specjalnymi z Nigerii zostało skierowanych do działalności w Niamey. W lipcu 1969 roku zorganizowano pierwsze w tym kraju zgromadzenie obwodowe, na którym było około 20 obecnych, ochrzczono 2 osoby. Jego program został przerwany przez policję. Ministerstwo Spraw Wewnętrznych nakazało sześciu pionierom specjalnym opuścić kraj. Po okresie Pol roku niektórzy z nich powrócili do Niamey. W 1969 roku do 3 Sal Królestwa – w Agadez, Arlit i Maradi – dołączyła nowa, wybudowana w mieście Zinder – zanotowano wówczas liczbę 31 głosicieli. W 1976 roku było 61 głosicieli, a w 1989 roku – 120 Świadków Jehowy.
W grudniu 1991 roku zarejestrowano Świadków Jehowy jako legalne stowarzyszenie i zniesiono wcześniejsze ograniczenia nałożone na ich działalność. W 1994 roku przekroczono liczbę 200 głosicieli. W 2007 roku na Pamiątce zebrały się 1104 osoby. W 2010 roku przekroczono liczbę 300 głosicieli. Rok później działało 319, a w 2021 – 347 głosicieli. Zebrania zborowe i działalność kaznodziejską prowadzą w językach: francuskim, ewe, dżerma i hausa.